# Skepári
Skepári är en ort i Grekland.   Den ligger i prefekturen Trikala och regionen Thessalien, i den centrala delen av landet, 270 km nordväst om huvudstaden Aten. Skepári ligger 558 meter över havet och antalet invånare är 343.
Terrängen runt Skepári är kuperad. Runt Skepári är det ganska glesbefolkat, med 36 invånare per kvadratkilometer. Närmaste större samhälle är Kalampáka, 10,1 km söder om Skepári. Omgivningarna runt Skepári är en mosaik av jordbruksmark och naturlig växtlighet.